# Карта побиту

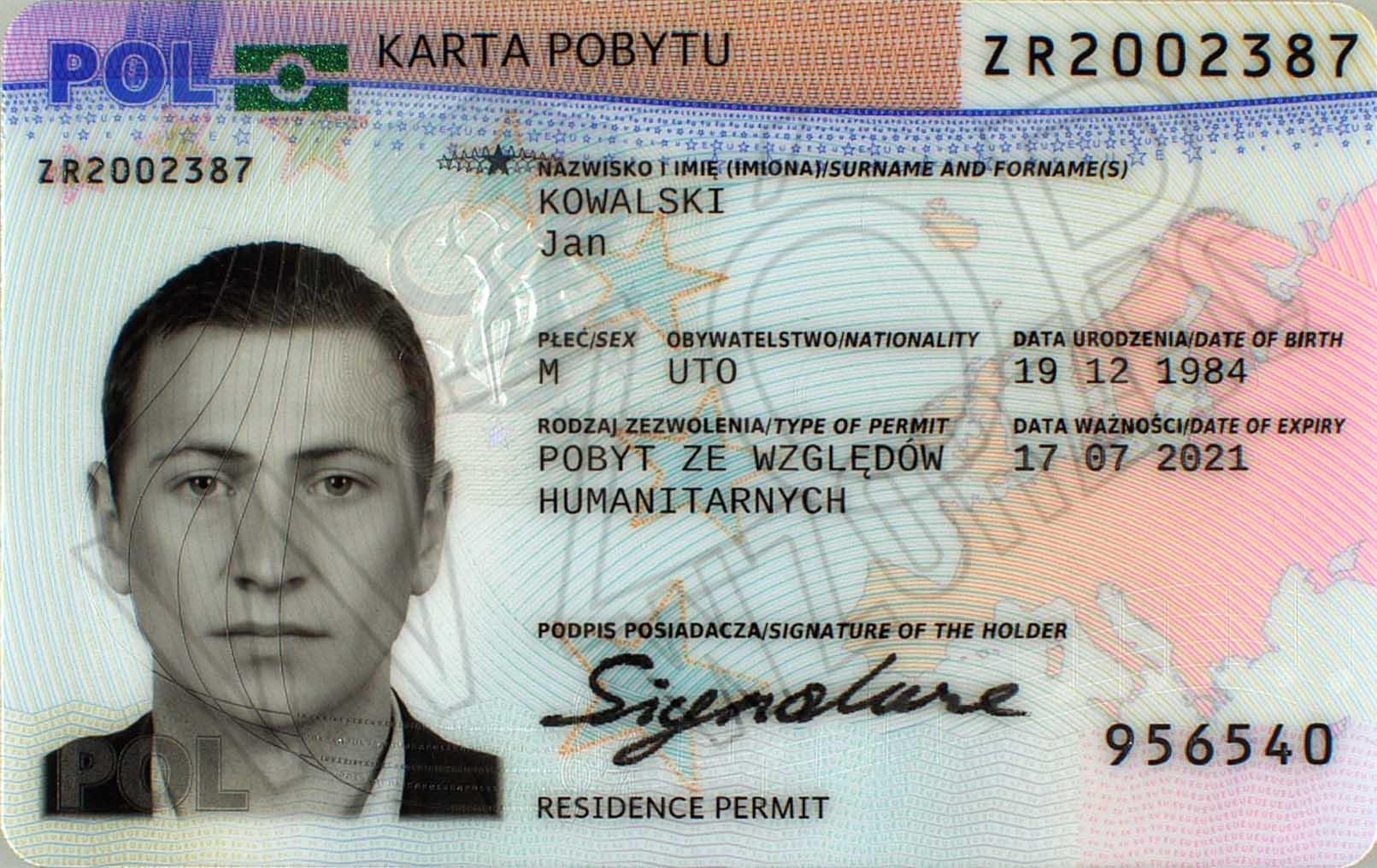
Карта побиту Республіки Польща (зразок від 2020 року)

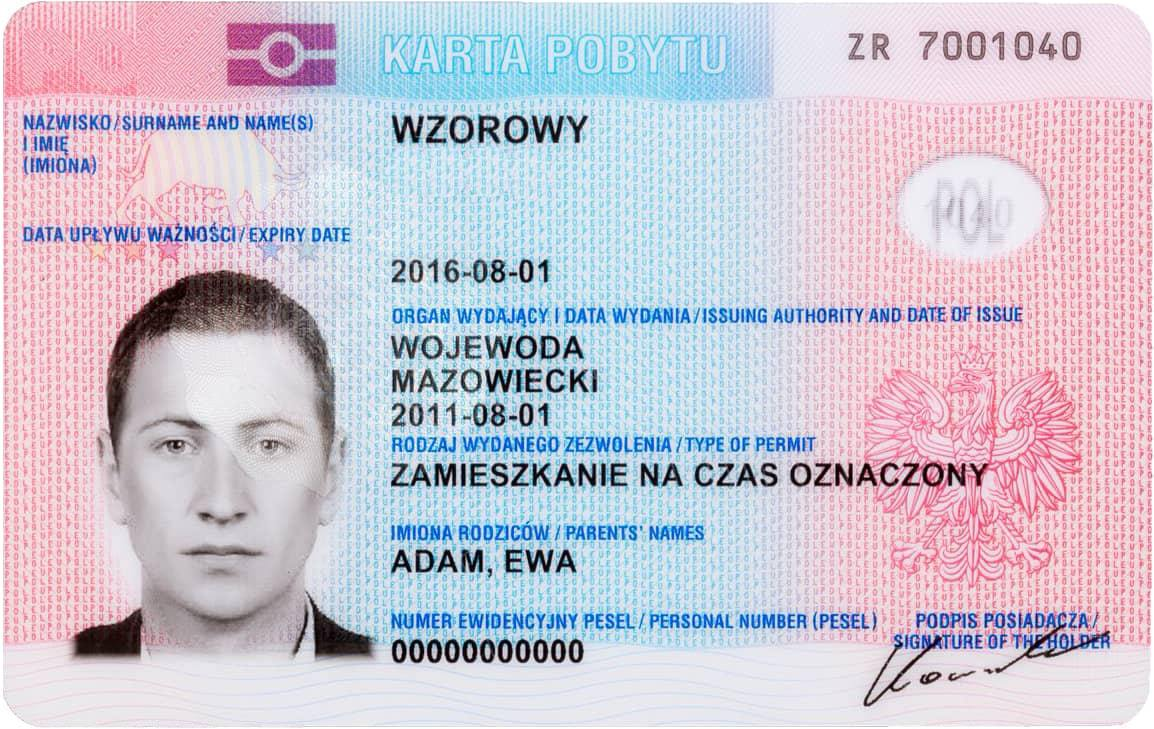
Карта побиту

Карта побиту (пол. karta pobytu — картка перебування) — документ, який видається Республікою Польща іноземцю, що отримав дозвіл на тимчасове проживання, дозвіл на постійне проживання, дозвіл на проживання довгострокового резидента Європейського Союзу, додатковий захист, згоду на перебування з гуманітарних міркувань або статус біженця в республіці.
Може бути двох типів:
- картка тимчасового перебування (пол. karta czasowego pobytu)
- картка постійного перебування (пол. karta stałego pobytu).

Рішення про надання дозволу на постійне проживання видається на невизначений строк. Такий дозвіл дає право на працевлаштування в Польщі без необхідності отримання додаткових документів. Дозвіл на постійне проживання, виданий в Польщі, не дає права на працевлаштування в іншій країні, крім Польщі. Рішення на надання дозволу на тимчасове перебування відається на срок от одного року до 3.
Сама картка постійного перебування дійсна впродовж 10 років. Що десять років її треба оновлювати в рамках процедури перевипуску карти. При цьому немає необхідності повторно подавати заяву про надання дозволу на постійне перебування та проходити процедуру його отримання.